# Everything Goes On (Porter Robinson)
Everything Goes On è un singolo del disc jockey statunitense Porter Robinson, pubblicato il 14 luglio 2022 in collaborazione col videogioco League of Legends.

## Descrizione
La canzone è legata all'evento di League of Legends "Star Guardian 2022", un omaggio al genere anime delle ragazze magiche. Il testo della canzone trae ispirazione da Madoka Magica.

## Video musicale
Il video musicale di Everything Goes On è stato rilasciato per dare il via all'evento "Star Guardian 2022" in League of Legends. Robinson non ha lavorato al video animato che, secondo The Verge «ha creato un interessante contrasto» a causa della natura personale della canzone e del suo testo.

## Tracce
Download digitale
1. Everything Goes On – 3:22

Singolo da 7 pollici
1. Everything Goes On – 3:22
2. Everything Goes On (versione Star Guardian) – 2:29

Durata totale: 5:51

## Classifiche

### Classifiche settimanali
| Classifica (2022) | Posizione massima |
| ----------------- | ----------------- |
| Nuova Zelanda     | 10                |
| Stati Uniti       | 9                 |
| Vietnam           | 90                |